# Japanische Onomatopoesie
Japanische Onomatopoesie bedeutet die Lautmalerei in der japanischen Sprache und ist dort ein wichtiger Faktor unter anderem bei der Bildung von neuen Wörtern. Sie wird nicht nur in der Kinder- und Ammensprache, sondern auch in der Erwachsenensprache sehr häufig verwendet und bereichert in starkem Maße das literarische Ausdrucksvermögen. Die hohe Produktivität der japanischen Onomatopoesie, also das Vermögen, mittels Lautmalerei neue sprachliche Ausdrücke zu bilden, spiegelt sich sowohl in der gesprochenen als auch in der geschriebenen Sprache wider. Insbesondere in den Comics begegnet man den verschiedensten freien Neubildungen.
Die japanischen onomatopoetischen Wörter werden in den meisten Fällen entweder in der Hiragana- oder in der Katakana-Schrift geschrieben, die beide (rein phonetische) Silbenschriften sind. Die Katakana-Schrift wird normalerweise für Fremdwörter verwendet, jedoch sind die meisten japanischen Onomatopoetika keine fremdsprachlichen Ausdrücke.

## Giongo und Gitaigo
Die japanische Onomatopoesie existiert in zwei Formen: Giongo und Gitaigo.
Giongo (auch Giseigo genannt) ist Onomatopoesie (Lautmalerei, Tonmalerei) im eigentlichen Sinne und stellt Naturlaute oder sonstige akustische Phänomene sprachlich dar. Gitaigo hingegen beschreibt keine hörbaren Phänomene, sondern den Zustand bzw. die Beschaffenheit von Gegenständen, die Art und Weise von Handlungen oder Gefühlen sowie sinnliche Empfindungen.
Beispiele für Giongo
- wanwan: Bellen eines Hundes
- buubuu: Grunzen eines Schweins
- nyaanyaa: Miauen
- kokekokkoo: Schreien eines Hahns
- pachipachi: Klatschen der Hände
- dokaan: Explosion
- zaazaa: Regnen in Strömen
- shiin: tiefe Stille
- dokidoki: heftiges Klopfen des Herzens

Beispiele für Gitaigo
- tsurutsuru: glatt, rutschig
- fuwafuwa: weich, flaumig
- furafura: matt, kraftlos, erschöpft
- nikoniko: lächeln
- kurukuru: im Kreis bewegen
- tappuri: genügend, reichlich
- gudenguden: besoffen
- perapera: fließend, geläufig (Sprachfähigkeit)
- geragera: hämisch, fies lachen

Gitaigo gehören, strikt gesehen, zu den Ideophonen, weil sie etwas nicht Hörbares beschreiben. Es ist jedoch nicht immer leicht, eine klare Linie zwischen Giongo und Gitaigo zu ziehen. Das genannte „shiin“ beispielsweise beschreibt den „Ton“ von etwas nicht Hörbarem. Auch „dokidoki“ kann durchaus das Gefühl beim starken Herzklopfen sein, weil man das eigene Herz normalerweise nicht hören kann, auch wenn man aufgeregt ist.
Die Wörter Giongo, Giseigo und Gitaigo selbst bestehen jeweils aus drei Kanji-Schriftzeichen, die folgende Bedeutungen haben:
- Gi-On-Go (擬音語): Nachahmung – Ton – Wort (Sprache)
- Gi-Sei-Go (擬声語): Nachahmung – Stimme – Wort (Sprache)
- Gi-Tai-Go (擬態語): Nachahmung – Zustand (Gestalt) – Wort (Sprache)

## Tendenzieller Zusammenhang zwischen Bedeutung und verwendeten Lauten
Die stimmlosen Laute [k], [s], [t] und [p] stehen oft für die Eigenschaften „scharf“, „leicht“ oder „klein“. Die diesen entsprechenden stimmhaften Varianten [g], [z], [d] und [b] haben hingegen die Tendenz, Eigenschaften wie „stumpf“, „schwer“, „groß“ oder „schmutzig“ darzustellen. So entstehen Oppositionen wie beispielsweise
- kirakira: glitzern, funkeln (zum Beispiel Sterne)
- giragira: blenden, grell (zum Beispiel die Sonne)
- tonton: leichtes Klopfen (zum Beispiel an der Tür)
- dondon: heftiges Klopfen (zum Beispiel an der Tür)
- potopoto: tropfen
- botoboto: tropfen (in größeren oder schwereren Tropfen)

Dieser Unterschied zwischen der stimmlosen ([k], [s], [t], [p]) und der stimmhaften ([g], [z], [d], [b]) Lautreihe ist in der Schrift an den beiden hinzugefügten kurzen Strichen (dakuten) erkennbar.
- き (ki) vs. ぎ (gi)
- と (to) vs. ど (do)
- ぽ (po) vs. ぼ (bo)

## Struktur der Wortbildung
Onomatopoetische Wörter im Japanischen sind oft durch die Wiederholung derselben oder Verwendung ähnlicher Silben erkennbar. Dabei ist ein Wortteil oft auch (evtl. durch leichte Lautmodifikation) als selbständiges onomatopoetisches Wort verwendbar.
- wanwan vs. wan
- kirakira vs. kirari
- dokidoki vs. dokin

## Grammatik
Japanische onomatopoetische Ausdrücke werden adverbial, aber auch adjektivisch, jedoch selten nominal verwendet. Bei der adverbialen Verwendung wird oft das Funktionswort (Partikel) と(to) je nach verwendetem Verb entweder fakultativ oder verbindlich verwendet:
- Zaazaa (to) furu. (ザーザー（と）ふる。): (Es) regnet in Strömen.
- Wanwan (to) hoeru. (わんわん（と）ほえる。): (Ein Hund) bellt wauwau.
- Oioi (to) naku. (おいおい（と）なく。): (Jemand) weint bitterlich / heult.
- Dokin to suru. (ドキンとする。): (Jemandem) pocht das Herz vor Erregung.

Bei der adjektivischen Verwendung werden die onomatopoetischen Wörter mit der nachgestellten Silbe „na“ als so genannte „na-Adjektive“ verwendet:
- tsurutsuru na kagami (Spiegel): glatter Spiegel
- jiguzagu na unten (Fahren): Zickzackfahren

Beispiele für nominale Ausdrücke sind:
- wanwan: Hund
- buubuu: Schwein
- gatagata: Geklapper